# Dan Iuga
Dan Iuga (n. 13 noiembrie 1945, Târgu Ocna, Bacău, România) este un trăgător de tir, laureat cu argint la München 1972.